# Fede (Pollaiolo)
La Fede è un dipinto a olio su tavola (167x88 cm) di Piero del Pollaiolo, databile al 1470 e conservato nella Galleria degli Uffizi a Firenze.

## Storia
Sette Virtù vennero commissionate con un contratto datato 18 agosto 1469 al Pollaiolo dal Tribunale della Mercanzia (l'organo che soprintendeva alle corporazioni di arti e mestieri di Firenze) per decorare le spalliere degli stalli nella sala delle Udienze della sede in piazza della Signoria. Un probabile ritardo nella consegna portò a riallogare l'opera al Botticelli, che dipinse la Fortezza, ma le energiche proteste dei due fratelli del Pollaiolo portò a una seconda delibera che confermò l'incarico, al quale dovette partecipare, ma non sappiamo esattamente in quale misura, anche il fratello di Piero, Antonio.
La bottega del Pollaiolo eseguì sei dei sette dipinti previsti.
Molto controversa è l'attribuzione a Piero o Antonio, con questioni che peraltro riguardano quasi l'intero catalogo dei dipinti dei due fratelli. Se alcuni (come Billi, Albertini e Cruttwell) basandosi sui documenti attribuiscono l'intero ciclo a Piero, altri (come Ullman) li riferiscono ad Antonio, sulla base di confronti stilistici con le poche opere firmate da lui (come alcune incisioni); altri infine riferiscono il disegno dei cartoni ad Antonio e l'esecuzione pittorica a Piero.
Le tavole, dopo lo spostamento della magistratura nell'edificio degli Uffizi, vennero esposte in Galleria dal 1717 dopo la soppressione dell'istituzione. Nel XIX secolo però versavano in uno stato di conservazione poco soddisfacente, tanto che delle sette solo la Prudenza veniva esposta.
L'opera è stata restaurata nel 1999: in quell'occasione si scoprì l'originalissima tecnica pittorica usata, che prevedeva la pittura della tavola direttamente sulla superficie del legno, senza preparazione in tela e gesso, sfruttando il colore della tavola per le parti scure del modellato.

## Descrizione e stile
Le Virtù erano collocate in posizione piuttosto alta (come cerca anche di ricreare l'attuale disposizione nella sala del museo) per questo le figure sono deformate per ottimizzare una visione dal basso, con le gambe e la parte inferiore possente e la testa e le spalle più esili, in modo da far sembrare le figure più slanciate e imponenti. Ciò è particolarmente evidente nella Fede, la cui testa è particolarmente piccola e scorciata.
La Fede ha gli attributi religiosi del calice e del crocifisso e lo sguardo rivolto verso l'alto, cioè a Dio. Il panneggio sulle gambe, rispetto ad altre Virtù della serie, è qui estremamente monumentale e scultoreo, soprattutto grazie anche al colore chiaro che sembra voler competere con il vero marmo, sbalzato da un profondo chiaroscuro con pieghe ampie e morbide, che rendono la consistenza della stoffa. Il trono è inquadrato da transenne ed è rappresentato secondo una prospettiva "a grandangolo", cioè estremamente scorciata in profondità, permettendo di mostrare al contempo sia i lati inferiori che superiori del trono come se esso fosse di dimensioni enormi. Ciò è evidente ad esempio nel calice, del quale si vede il bordo inferiore, o nei lacunari dell'arco superiore, mentre in basso il gradino è interamente rappresentato secondo una visione dall'alto.
L'attenzione ai dettagli decorativi, come il pavimento che imita un tappeto orientale o la preziosità di dettaglio come il crocifisso, tempestato di perle e pietre preziose, denotano la lezione della pittura fiamminga, che in quegli anni a Firenze si faceva più che mai viva grazie all'arrivo diretto di opere dalle Fiandre e dal nord-Europa.